# Listă de companii miniere
Aceasta este o listă de companii miniere:
- Anglo American
- Ashanti Goldfields Corporation
- Bazovy Element (Basic Element), holding rus deținut de Oleg Deripaska
- BHP Billiton
- Corus Group
- Codelco
- Falconbridge
- Glamis Gold
- Goldcorp
- Harmony Gold
- Inco
- Macarthur Coal
- Mitsui
- Newmont Mining Corporation
- Placer Dome
- PBS Coals, SUA -  Arhivat în 24 mai 2010, la Wayback Machine.
- Phelps Dodge
- Polimetall, producător de aur și argint din Rusia  Arhivat în 21 martie 2016, la Wayback Machine.
- Polious, Rusia, extracție de aur
- Rio Tinto
  - Rio Tinto Alcan
- Sasol
- Teck Resources
- Vale
  - Vale Inco
- Xstrata